# Communauté de communes du Pays de Combray
Die Communauté de communes du Pays de Combray ist ein ehemaliger französischer Gemeindeverband mit der Rechtsform einer Communauté de communes im Département Eure-et-Loir in der Region Centre-Val de Loire. Der Gemeindeverband wurde am 5. Dezember 2002 gegründet und bestand aus 17 Gemeinden. Der Verwaltungssitz befand sich im Ort Illiers-Combray.
Mit Wirkung vom 1. Januar 2016 fusionierte der Gemeindeverband mit der Communauté de communes du Pays Courvillois und bildet damit die neue Communauté de communes Entre Beauce et Perche.

## Mitgliedsgemeinden
1. Bailleau-le-Pin
2. Blandainville
3. Cernay
4. Charonville
5. Les Châtelliers-Notre-Dame
6. Épeautrolles
7. Ermenonville-la-Grande
8. Ermenonville-la-Petite
9. Illiers-Combray
10. Luplanté
11. Magny
12. Marchéville
13. Méréglise
14. Saint-Avit-les-Guespières
15. Saint-Eman
16. Sandarville
17. Vieuvicq